# Benevento (provins)
Provinsen Benevento (it. Provincia di Benevento) er en provins i regionen Campania i det sydlige Italien. Benevento er provinsens hovedby.
Der var 287.042 indbyggere ved folketællingen i 2001.

## Geografi
Provinsen Benevento grænser til:
- i nord mod Molise (provinsen Campobasso),
- i øst mod Apulien (provinsen Foggia),
- i syd mod provinserne Avellino og Napoli og
- i vest mod provinsen Caserta.

41°08′00″N 14°47′00″Ø / 41.133333333333°N 14.783333333333°Ø